# Аскарида свиная
Аскарида свиная (лат. Ascaris suum) — вид круглых червей семейства Ascarididae.

## Описание
Развивается преимущественно в тонком кишечнике свиней. Продолжительность развития полгода и более. Отмечено также заражение человека. Вид характеризуется выраженным половым диморфизмом, самки (30-35 см) значительно крупнее самцов (10,5-22 см).

## Систематика
Вид был описан свиней Иоганном Гёце в 1782 году. Длительное время эти виды считались валидными. В 1922 году Бейлис и Доубани провели сравнение аскарид человека, орангутана, свиньи и индийских белок и предположили идентичность Ascaris suum и человеческой аскариды. Позднее было предложено четыре гипотезы объясняющие эволюцию и таксономический статус этих двух видов Результаты секвенирования генома свиной аскариды опубликованы в 2011 году. Позднее на основе анализа фенотипических и генотипических признаков, сделан вывод, что отличить эти два вида невозможно, и Ascaris suum является синонимом Ascaris lumbricoides.